# Xã Little Sioux, Quận Woodbury, Iowa
Xã Little Sioux (tiếng Anh: Little Sioux Township) là một xã thuộc quận Woodbury, tiểu bang Iowa, Hoa Kỳ. Năm 2010, dân số của xã này là 483 người.